# Back to the Land of the Dead
Back to the Land of the Dead är det norska black metal-bandet Ancients sjunde studioalbum, utgivet 2016 av skivbolaget Soulseller Records.

## Inspelning
Land of the Dead spelades in 2014 och 2015 i många olika studion. Trummor spelades in i Alpha Omega Studios i Como, Italien, sång spelades in i Hansen Studio i Ribe, Danmark, elgitarrer i Bad-l Studios i Como och Red Pieon Studios i Brugherio, Italien, basgitarr i Bad-l Studios, akustisk gitarr i McSimon Studios i Como, keyboard i Fragile Studios, Aten, Grekland, specialeffekter i Jarjo Studios i Bergen, Norge och Martyr Lucifers sång i Domination Studio i San Marino. Albumet mixades i Elfo Studios i Piacenza, Italien och mastrades i Finnvox Studios i Helsingfors, Finland.

## Låtlista
1. "Land of the Dead" – 4:07
2. "Beyond the Blood Moon" – 3:42
3. "The Sempiternal Haze" – 4:25
4. "The Empyrean Sword" – 5:48
5. "The Ancient Disarray" – 5:45
6. "Occlude the Gates" – 5:22
7. "The Excruciating Journey, Part I: Defiance and Rage" – 5:20
8. "The Excruciating Journey, Part II: The Prodigal Years" – 1:45
9. "The Excruciating Journey, Part III: The Awakening" – 4:50
10. "Death Will Die" – 5:34
11. "The Spiral" – 6:21
12. "Petrified by Their End" – 9:36

Bonusspår
1. "13 Candles" (Bathory-cover) – 4:19

## Medverkande
Musiker (Ancient-medlemmar)
- Zel (Magnus Garvik) – gitarr, keyboard, sång
- Nick Barker – trummor
- Dhilorz (Danilo Di Lorenzo) – gitarr, basgitarr

Bidragande musiker
- Leìt – sång (spår 3)
- Martyr Lucifer – sång (spår 12)
- Ivan Mc Simon – akustisk gitarr

Produktion
- Alex Colombo – ljudtekniker (gitarr, basgitarr)
- Alex Azzali – ljudtekniker (trummor)
- Carlo Meroni – ljudtekniker (trummor)
- Jacob Hansen – ljudtekniker (sång)
- Jarle Johannessen – ljudtekniker (programmering, spår 11)
- Simone Mularoni – ljudtekniker (sång, spår 12)
- Daniele Mandelli – ljudmix
- Mika Jussila – mastering
- Diego Maniscalco – omslagsdesign, omslagskonst
- Leìt – omslagskonst
- Fabio "Lubomir" Kacele – foto
- Anna Lucylle Taschini – redigering (foto)